# Toto
Toto er et band fra Los Angeles, USA. Genren er melodisk rock/pop med elementer fra jazz, heavy metal og funk.
Bandet blev dannet i 1976 af David Paich (keyboards) og Jeff Porcaro (trommer), som sammen havde arbejdet på bl.a. Boz Scaggs-albummet "Silk Degrees". De fik hurtigt følge af Steve Lukather (guitar), David Hungate (bas), Steve Porcaro (keyboards) og Bobby Kimball (vokal).
Alle bandets medlemmer var erfarne studiemusikere på trods af deres unge alder. Fra starten markerede Toto sig med en karakteristisk og stilskabende sound, iørefaldende melodier og flotte vokale og instrumentale arrangementer. Danske bands som OneTwo og Sneakers er direkte arvtagere af Toto's karakteristiske westcoast-lyd.
De enkelte musikere i bandet er ofte blevet benyttet til pladeindspilninger med kunstnere som Michael Jackson, Michael McDonald, Hall & Oates, The Manhattan Transfer, Elton John, Eric Clapton, Lionel Richie, Boz Scaggs, Bruce Springsteen, Madonna, Richard Marx og mange andre.
Toto's gennembrud kom i 1982 med albummet Toto IV, som indeholdt megahittet "Africa", der strøg til tops på de amerikanske hitlister og stadig i dag bliver genindspillet af forskellige bands, bl.a. bandet Weezer. "Africa" har anno juni 2025 2,1 milliarder streams på musiktjenesten Spotify. Albummet indeholdt desuden sangen "Rosanna", som også blev et megahit og er et nummer der i den grad demonstrerer bandets sound og imponerende musikalitet. I 1983 ryddede Toto nærmest bordet ved det amerikanske Grammy Awards, hvor bandet endte med at indkassere hele seks Grammy-priser. 1980'erne var i det hele taget Toto's storhedstid, men pga. problemer med den øverste ledelse i Sony Music fik bandet aldrig den fornødne PR på trods af et flot pladesalg og en lang række udsolgte koncerter. Bandet har været aktivt siden 1976 (bortset fra en kort pause i 2009). De har i dag solgt mere end 40 millioner albums, har flere milliarder streams på musiktjenesten Spotify og mere end en halv milliard visninger på YouTube.

## Diskografi
Bandet har gennem årene udgivet følgende albums:
- Toto (1978)
- Hydra (1979)
- Turn Back (1981)
- Toto IV (1982)
- Isolation (1984)
- Fahrenheit (1986)
- The Seventh One (1988)
- Past To Present (1990) (Opsamling)
- Kingdom Of Desire (1992)
- Absolutely Live (1993)
- Tambu (1995)
- Toto XX 1977-1997 (1998)
- Mindfields (1999)
- Livefields (1999)
- Through The Looking Glass (2002)
- Live In Amsterdam (2003) (Live-CD/DVD/Blu-ray)
- Falling In Between (2006)
- Falling In Between Live (2007) (Live-CD/DVD/Blu-ray)
- 35th Anniversary - Live in Poland (2014) (Live-CD/DVD/Blu-ray)
- XIV (2015)
- 40 Trips Around The Sun (2018) (Opsamling)
- 40 Tours Around The Sun (2019) (Live-CD/DVD/Blu-ray)
- All In (2019) (Remastered CD-box)

Deres mest kendte numre er "Hold The Line" (fra Toto, 1978), "Rosanna" og "Africa" (fra Toto IV, 1982), "I'll Be Over You" (fra Fahrenheit, 1986) og "Stop Loving You" (fra The Seventh One, 1988).
Bandet har udgivet en række livekoncerter på DVD/Blu-ray.

## Mange forskellige bandmedlemmer
Gennem deres karriere har Toto haft en del udskiftninger og nye medlemmer.
Bobby Kimball forlod bandet efter Toto IV-albummet og blev erstattet af sangeren Fergie Frederiksen, som dog kun medvirkede på Isolation-albummet. Samtidig forlod David Hungate bandet fordi han var blevet far og følte pligt til at tage sig af sin søn. I stedet kom Mike Porcaro ind som bassist. Mike Porcaro er den mellemste af Porcaro-brødrene. I 1986 blev Fergie Frederiksen erstattet af Joseph Williams (søn af den berømte filmkomponist John Williams).
Joseph Williams var medlem af Toto på Fahrenheit og The Seventh One, men forlod bandet efter deres verdensturné i 1988. Steve Porcaro havde allerede forladt Toto efter Fahrenheit, men deltog alligevel i indspilningen af The Seventh One. Han har i øvrigt været med på mange af bandets efterfølgende studieindspilninger. Ved udgivelsen af Past To Present i 1990 var sydamerikaneren Jean-Michel Byron bandets frontfigur for en kort bemærkning. På Kingdom Of Desire og Tambu valgte Steve Lukather dog selv at synge lead vokal.
Kort før Kingdom Of Desire-albummets udgivelse i 1992 døde Jeff Porcaro tragisk af et hjerteslag som følge af en allergisk reaktion over for insektgift, som han havde sprøjtet i sin have. Rygter siger, at han var stofmisbruger, og det var en allergisk reaktion over for stoffer der forårsagede hans død. Det er aldrig blevet af- eller bekræftet. Han blev erstattet af den britiske trommeslager Simon Phillips, som bl.a. havde spillet med The Who.
I 1999 vendte Bobby Kimball tilbage som Toto's forsanger og var en del af bandet frem til deres brud i 2008.
I 2005 kom Greg Phillinganes (Eric Clapton, Phil Collins, osv.) med på keyboards. Herefter bestod bandet således af:
- David Paich – keyboards og vokal
- Greg Phillinganes – keyboards og vokal
- Steve Lukather – guitar og vokal
- Mike Porcaro – bas
- Simon Phillips – trommer
- Bobby Kimball – vokal

David Paich deltog ikke i verdensturnéen Falling In Between Live, da hans søster gennemgik en dobbelt lungetransplantation. David Paich er komponist af tema-melodien til OL i Kina 2008.
Mike Porcaro måtte i 2007 forlade bandet pga. sygdommen ALS, som gjorde ham ude af stand til at spille. Efter den lange Falling In Between verdensturné annoncerede guitarist og frontmand Steve Lukather i juni 2008, at han forlod bandet. Det betød, at det legendariske band opløstes.
I 2010 valgte David Paich og Steve Lukather at gendanne Toto sammen med Steve Porcaro og den tidligere forsanger Joseph Williams. I første omgang med det formål at spille en række koncerter, der kunne rejse penge til Mike Porcaros sygdomsbehandling. I 2015 døde Mike Porcaro dog af sin sygdom få dage før udgivelsen af bandets første studiealbum i ni år, XIV. På albummet medvirker bl.a. bandets oprindelige bassist David Hungate, sangeren Michael McDonald og trommeslageren Keith Carlock, som bl.a. er kendt for at turnere med Steely Dan.
I 2018 udgav Sony Music et omfattende box-set med titlen "All In". Boksen indeholder alle bandets albums fra 1978-1999 i digitalt remastered kvalitet på både CD og LP. Boksen blev solgt i et stærkt begrænset oplag, men grundet stor efterspørgsel blev boksen i 2019 udgivet som CD-boks.